# Sphecomyrma mesaki
Sphecomyrma mesaki (лат.) — ископаемый вид муравьёв из подсемейства Sphecomyrminae. Обнаружены в отложениях мелового периода Северной Америки США (Нью-Джерси, Sayreville, Middlesex Co).

## Описание
Усики 12-члениковые. Скапус усиков короткий. Жвалы с двумя зубцами. Длина головы 2,2 мм (ширина — 1,95 мм), длина глаз — 0,66 мм. Длина груди — 2,66 мм. Оцеллии развиты. От других видов рода отличается строением наличника (его передний край посередине имеет длинный вентральный выступ; поверхность покрыта длинными щетинками), овальными глазами (у других видов они округлые). Вид назван в честь Боба Месака (Bob Mesak), нашедшего кусок жёлтого янтаря (7×5×4 мм) с типовым экземпляром муравья и презентовавшего его Американскому музею естественной истории (AMNH, Нью-Йорк).